# Miguel Corte Real
Miguel Corte-Real (c. 1448-c. 1502) fue un navegante portugués que navegó por los mares de América del Norte en busca de su hermano Gaspar Corte-Real, corriendo la misma suerte que él.

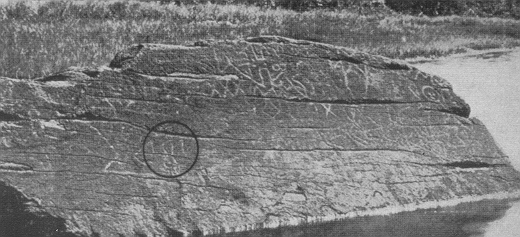
Piedra de Dighton (fotografía de P. Hathaway, c. 1910)

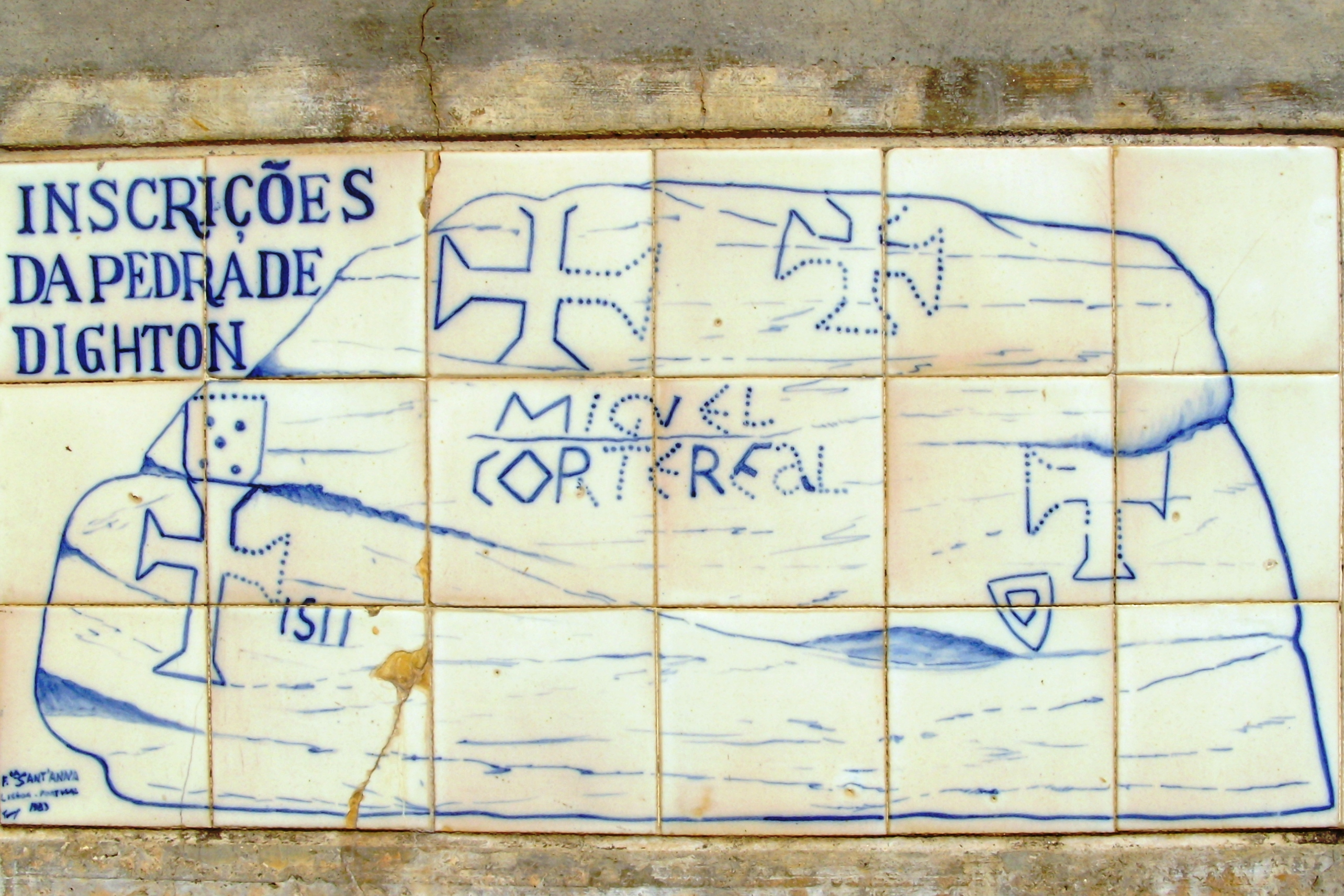
Interpretación de las inscripciones en la piedra de Dighton: detalle de la réplica expuesta en el Museo de la Marina, en Lisboa (Portugal).

[[Archivo:Terra_Nova_e_Labrador_03.jpg|thumb|[[Atlas Universalcostas de Nueva Inglaterra, donde habría mantenido contacto con las poblaciones indias y grabado el conocido epígrafe en la piedra de Dighton.